# دكا الكبرى
دكا الكبرى هي مدينة ضخمة التي تضم وتحيط بالعاصمة البنغلاديشية دكا، والتي نمت لتصبح واحدة من أكبر المدن الكبرى في العالم، وتظهر معدل توسع سريع للغاية. ولا تنمو دكا فقط لأنها العاصمة والمركز الحضري الأكبر، بل وأيضًا بسبب النزوح الداخلي الهائل لملايين الأشخاص الذين يعيشون في دلتا نهر معرض للفيضانات المتكررة.

## أجزاء دكا الكبرى
| التقسيمات الإدارية | المنطقة المشمولة                                                 | المساحة (كم2) (2011) | السكان (2001) | السكان (2011) | السكان لكل كم2 (2011) |
| ------------------ | ---------------------------------------------------------------- | -------------------- | ------------- | ------------- | --------------------- |
| ناحية دكا          | مؤسسة مدينة دكا وأقسام الشرطة المحيطة (بللون الأزرق على الخريطة) | 301                  | 6,881,025     | 8,906,039     | 30,749                |
| ناحية دكا          | منطقة ساور االفرعية                                              | 283                  | 629,695       | 1,385,910     | 5,115                 |
| ناحية دكا          | منطقة كرانيغانج الفرعية                                          | 167                  | 649,373       | 794,360       | 4,943                 |
| ناحية نارايان غانج | منطقة نارايان غانج صدار الفرعية                                  | 101                  | 946,205       | 1,323,600     | 13,717                |
| ناحية نارايان غانج | منطقة بندر الفرعية                                               | 54                   | 267,021       | 312,841       | 6,015                 |
| ناحية نارايان غانج | منطقة روبغانج الفرعية                                            | 176                  | 423,135       | 534,868       | 3,163                 |
| ناحية قاضيبور      | منطقة قاضيبور صدار الفرعية                                       | 458                  | 925,454       | 1,820,374     | 4,151                 |
| ناحية قاضيبور      | منطقة كالياكاير الفرعية                                          | 314                  | 278,967       | 483,308       | 1,604                 |
|                    | المنطقة الحضرية                                                  | 1,854                | 11,000,875    | 15,561,300    | 8394                  |

1. ↑  قد تختلف المناطق عن عام 2001 بسبب تغيرات في الدقة أو التغيرات الطبيعية في حدود الأرض.